# Musica commerciale
Musica commerciale è il primo album in studio del rapper italiano Jake La Furia, pubblicato il 29 ottobre 2013 dalla Universal Music Group.

## Antefatti
Il 10 settembre, in seguito alla pubblicazione del videoclip della title track sul canale YouTube del rapper, quest'ultimo ha annunciato il titolo dell'album e la relativa data di pubblicazione. A distanza di dieci giorni è stato pubblicato sull'iTunes Store il primo singolo Inno nazionale, il cui videoclip (pubblicato il 26 settembre) è scaricabile gratuitamente attraverso il sito ufficiale del rapper e non disponibile sui portali come YouTube a causa dei forti contenuti esplicitamente violenti e conturbanti contenuti in esso.
Il secondo singolo ad essere stato estratto dall'album è Gli anni d'oro, pubblicato il 4 ottobre 2013 per la rotazione radiofonica e seguito dal relativo videoclip il 15 ottobre. Il 13 dicembre è stato pubblicato il terzo singolo Proprio come lei, realizzato con il rapper italiano J-Ax e accompagnato da un videoclip, pubblicato nello stesso giorno.

## Pubblicazione
Musica commerciale è stato pubblicato in tre formati: CD standard da 15 tracce, download digitale sull'iTunes Store che include una bonus track (ovvero una versione orchestrale del brano Gli anni d'oro), e versione Deluxe, la quale presenta una copertina differente e un secondo disco che racchiude sei bonus track.

## Tracce
1. Musica commerciale – 2:43
2. Inno nazionale – 3:25
3. Proprio come lei (feat. J-Ax) – 4:08
4. Bla bla bla (feat. Ntò & Ensi) – 3:58
5. Esercizio di stile (feat. Gué Pequeno & Marracash) – 3:39
6. Se avessi un cuore – 3:16
7. Più forte – 2:58
8. Teddy Boy – 3:54
9. Bella vita (falla finita) – 4:18
10. Gli anni d'oro – 3:21
11. Fino a sanguinare – 3:26
12. Brutte abitudini (feat. Emis Killa) – 3:40
13. Vivo o morto (feat. Zuli & Salmo) – 3:43
14. Come un serpente – 3:42
15. Ninna nanna – 5:28

Traccia bonus nell'edizione di iTunes
1. Gli anni d'oro (Orchestral Version) – 3:53

CD bonus presente nell'edizione deluxe
1. Teddy Boy Remix (feat. Gemitaiz & MadMan)
2. La lingua (feat. Katerfrancers)
3. Girls
4. Problemi nella testa
5. Non affondiamo mai
6. Gli anni d'oro (Orchestral Version) – 3:53

## Formazione
Musicisti
- Jake La Furia – rapping, voce
- J-Ax – rapping aggiuntivo (CD 1: traccia 3)
- Ntò, Ensi – rapping aggiuntivo (CD 1: traccia 4)
- Gué Pequeno, Marracash – rapping aggiuntivo (CD 1: traccia 5)
- Emis Killa – rapping aggiuntivo (CD 1: traccia 12)
- Zuli – voce aggiuntiva (CD 1: traccia 13)
- Salmo – rapping aggiuntivo (CD 1: traccia 13)
- Gemitaiz, MadMan – rapping aggiuntivo (CD 2: traccia 1)
- Katerfrancers – rapping aggiuntivo (CD 2: traccia 2)

Produzione
- 2nd Roof – produzione (CD 1: tracce 1, 2, 6–8 e 14; CD 2: tracce 1 e 5)
- Medeline – produzione (CD 1: tracce 3 e 9)
- Don Joe – produzione (CD 1: tracce 4, 5, 7, 10, 11 e 13)
- Reset! – produzione (CD 1: traccia 12)
- Da Beat Freakz – produzione (CD 1: traccia 15; CD 2: traccia 2)
- Shablo – produzione (CD 2: traccia 3)
- Ackeejuice Rockers – produzione (CD 2: traccia 4)
- Marco Zangirolami – direttore d'orchestra e produzione (CD 2: traccia 6)

## Classifiche
| Classifica (2013) | Posizione massima |
| ----------------- | ----------------- |
| Italia            | 2                 |